# أليسون تشارلز
أليسون تشارلز هي متزلجة على مسار قصير كندية، ولدت في 30 أكتوبر 1998 في مونتريال في كندا.

## وصلات خارجية
- أليسون تشارلز على موقع ShortTrackOnLine.info (الإنجليزية)
- أليسون تشارلز على موقع اللجنة الأولمبية الدولية (الإنجليزية)
- أليسون تشارلز على موقع أوليمبيديا (الإنجليزية)
- أليسون تشارلز على موقع اللجنة الأولمبية الكندية (الإنجليزية)